# Lance C. Wade
Pour les articles homonymes, voir Wade.
Lance Cleo « Wildcat » Wade est un as américain de la Seconde Guerre mondiale né le 18 novembre 1916 à Broaddus et mort le 12 janvier 1944 près de Foggia.
Bien qu'américain, il intègre la Royal Air Force (RAF) et devient Wing commander. Il est à ce titre un représentant notable de la collaboration américano-britannique pendant la guerre.